# جايمس هاربر
جايمس آلان جون هاربر (بالإنجليزية: James Harper)‏، من مواليد 9 نوفمبر 1980 في تشيلمسفورد في إنجلترا، لاعب كرة قدم إنجليزي.
بدأ مسيرته الكروية مع نادي آرسنال في موسم 2000/2001، وفي موسم 2000/2001 أعير إلى نادي كارديف سيتي، ولعب معهم 3 مباريات، ومنذ عام 2001 وهو يلعب مع نادي ريدينغ.

## روابط خارجية
- جايمس هاربر على موقع قاعدة بيانات كرة القدم.إي يو (الإنجليزية)
- جايمس هاربر على موقع Soccerbase.com (لاعب) (الإنجليزية)
- جايمس هاربر على موقع Soccerway.com (الإنجليزية)
- جايمس هاربر على موقع عالم كرة القدم.نت (الإنجليزية)